# Ріпківська сільська рада (Ізяславський район)
Рі́пківська сільська́ ра́да — адміністративно-територіальна одиниця та орган місцевого самоврядування в Ізяславському районі Хмельницької області. Адміністративний центр — село Ріпки.

## Загальні відомості
Ріпківська сільська рада утворена в 1944 році.
- Територія ради: 22,715 км²
- Населення ради: 775 осіб (станом на 2001 рік)

## Населені пункти
Сільській раді підпорядковані населені пункти:
- с. Ріпки

## Склад ради
Рада складається з 12 депутатів та голови.
- Голова ради: Гнатюк Олександр Михайлович

### Керівний склад попередніх скликань
| Прізвище, ім'я, по батькові | Основні відомості                                                 | Дата обрання | Дата звільнення |
| --------------------------- | ----------------------------------------------------------------- | ------------ | --------------- |
| Янюк Раїса Василівна        | Сільський голова, 1952 року народження                            | 26.03.2006   | 31.10.2010      |
| Гнатюк Олександр Михайлович | Сільський голова, 1946 року народження, освіта вища, безпартійний | 31.10.2010   |                 |

Примітка: таблиця складена за даними сайту Верховної Ради України

### Депутати
За результатами місцевих виборів 2010 року депутатами ради стали:

#### За суб'єктами висування
| Суб'єкт висування            | Кількість обраних депутатів | %    |
| ---------------------------- | --------------------------- | ---- |
| Народна партія               | 8                           | 66,7 |
| Партія регіонів              | 2                           | 16,7 |
| Єдиний Центр                 | 1                           | 8,3  |
| Соціалістична партія України | 1                           | 8,3  |

#### За округами
| № округу                     | Прізвище, ім'я, по батькові      | Дата визнання обраним | Освіта             | Партійна приналежність             | Відомості про обраного депутата                           |
| ---------------------------- | -------------------------------- | --------------------- | ------------------ | ---------------------------------- | --------------------------------------------------------- |
| Єдиний Центр                 |                                  |                       |                    |                                    |                                                           |
| 10                           | Мартинюк Галина Феофілівна       | 04.11.2010            | середня спеціальна | член Єдиного Центру                | ТОВ"Еліта", бухгалтер                                     |
| Народна Партія               |                                  |                       |                    |                                    |                                                           |
| 1                            | Патичук Анатолій Андрійович      | 04.11.2010            | середня            | член Народної партії               | ТОВ «Еліта», комірник                                     |
| 2                            | Кушнір Олександр Федорович       | 04.11.2010            | вища               | член Народної партії               | СТОВ «Колос», електрик                                    |
| 4                            | Гук Микола Степанович            | 04.11.2010            | середня            | член Народної партії               | СТОВ «Колос», бригадир                                    |
| 5                            | Пахарчук Олександр Володимирович | 04.11.2010            | середня            | член Народної партії               | Ріпківська загальноосвітня школа І-ІІІ ст., різноробо-чий |
| 7                            | Люльчук Наталія Володимирівна    | 04.11.2010            | вища               | член Народної партії               | Ріпківська сільське поштове відділення, завідувачка       |
| 9                            | Люльчук Юрій Дмитрович           | 04.11.2010            | вища               | член Народної партії               | ТОВ"Еліта", завідувач ферми                               |
| 11                           | Люльчук Михайло Дмитрович        | 04.11.2010            | вища               | член Народної партії               | ТОВ «Еліта», директор                                     |
| 12                           | Хорошун Пантелеймон Іванович     | 04.11.2010            | середня            | член Народної партії               | фермерське господарство «Агро-Ріпки», фермер              |
| Партія регіонів              |                                  |                       |                    |                                    |                                                           |
| 6                            | Бондар Олена Василівна           | 04.11.2010            | вища               | позапартійна                       | тимчасово не працює                                       |
| 8                            | Коротун Світлана Василівна       | 04.11.2010            | вища               | позапартійна                       | Ріпківська амбулаторія, медична сестра                    |
| Соціалістична партія України |                                  |                       |                    |                                    |                                                           |
| 3                            | Рабчук Галина Петрівна           | 04.11.2010            | середня спеціальна | член Соціалістичної партії України | Ріпківська сільська рада, бухгалтер                       |

## Господарська діяльність
Основним видом господарської діяльності населених пунктів сільської ради є сільськогосподарське виробництво. Воно складається з фермерських сільськогосподарських підприємств СТОВ «Колос», ТОВ «Еліта», ФГ Агро-Ріпки, ФГ Гнатюк і індивідуальних селянських (фермерських) господарств. Основним видом сільськогосподарської діяльності є вирощування зернових і технічних культур, виробництво м'ясо-молочної продукції, допоміжним — вирощування овочевих культур.
На території сільської ради є піщаний не діючий кар'єр. В селі Ріпки працює млин, 4-ри магазини, ЗОШ I–III ст., поштове відділення.